# Farbrenguen
Un farbrenguen es una reunión religiosa en la que los jasidim de Jabad buscan la elevación moral, es un momento de intercambio donde es posible inspirarse para servir a Elohim, para unir los corazones y subrayar la importancia de la acción correcta. En un farbrenguen se pronuncian discursos rabínicos (maamarim) y canciones jasídicas (nigunim) que permiten despertar emociones o expresar alegría, levantando una copa para brindar y decir "Lejaim". El farbrenguen revela lo que se esconde en el fondo del alma, es fuente de refuerzo y despierta buenos propósitos en cada uno de los invitados. Cuando las canciones se calman y dan paso a los discursos, incluso para aquellos que no tienen la oportunidad de comprender todos los significados, los ojos son a veces, más que los oídos, las puertas de la mente. Cuando los judíos se unen, aman y se regocijan, reciben las mayores bendiciones y la esperanza de la redención futura.